# AMA Plaza
AMA Plaza (ранее IBM Plaza,  также Ай-би-эм-билдинг) — небоскрёб в центре Чикаго, штат Иллинойс, США, по адресу 330 N. Wabash Avenue, спроектированный архитектором Людвигом Мисом ван дер Роэ (который умер в 1969 году до начала строительства). В вестибюле установлен небольшой бюст архитектора работы скульптора Марино Марини. 52-этажное здание расположено на площади с видом на реку Чикаго. Высота здания составляет 695 футов (211,8 м), это второе по высоте здание Мис ван дер Роэ, самое высокое — башня Торонто-Доминион-банк-тауэр в Торонто-Доминион-центре. Это было последнее здание ван дер Роэ в США.

## Описание
Здание имеет несколько конструктивных особенностей, которые редко встречаются в офисных зданиях, но вполне объяснимы, учитывая его первоначального владельца. Электрическая система здания, экологическая система, прочность пола и высота потолков (на некоторых этажах) могут выдержать большие вычислительные центры с фальшполом. В условиях еще большей необходимости сдерживать возможные электрические пожары, пожарная безопасность была особенно важна, а асбест был одним из самых полезных противопожарных материалов в то время. Как и в большинстве других зданий той эпохи, ликвидация асбеста является постоянным аспектом жизни здания. 

## История
Первоначальный корпоративный тезка здания больше не владеет им и не имеет в нем офисов. IBM продала IBM Plaza компании Blackstone Group в 1996 году. В начале 2006 года компания IBM практически завершила свой переезд из IBM Plaza, заняв место в новом здании Hyatt Center, расположенном ближе к Union Station. В настоящее время основными арендаторами являются Американская медицинская ассоциация, Langham Chicago под управлением Langham Hotels International, WeWork и юридическая фирма Latham & Watkins. IBM Plaza осталась сухой во время наводнения в Чикаго в 1992 году.
Отель Langham, расположенный в этом здании, был назван лучшим отелем в США по версии US News в 2017 году. Здание было объявлено достопримечательностью Чикаго 6 февраля 2008 года и внесено в Национальный реестр исторических мест 26 марта 2010 года. Это самое молодое здание в Чикаго в обоих списках.
9 декабря 2011 года Американская медицинская ассоциация объявила о переезде своей штаб-квартиры и всего персонала в здание 330 N. Wabash с предыдущей штаб-квартиры на State Street. Переезд состоялся в сентябре 2013 года, а здание было переименовано в AMA Plaza.

## Галерея

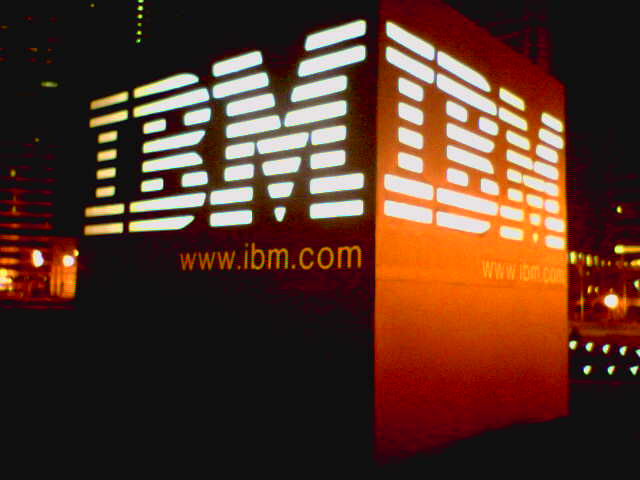
IBM Plaza, 2006 год